# Miryang
Miryang ist eine Großstadt in der Provinz Gyeongsangnam-do in Südkorea. Miryang wurde 1989 zur Stadt erhoben.
Miryang is bekannt durch die traditionelle Volksweise Miryang Arirang. Auch einige historische Bauwerke befinden sich dort, wie das aus dem 12. Jahrhundert stammende und 1844 wieder errichtete Pavillon Yeongnamnu. Weitere Sehenswürdigkeiten sind die natürliche Kühlgrotte Eoreumgol und der buddhistische Tempel Pyochungsa. Unter berühmten Persönlichkeiten des Ortes befindet sich der neokonfuzianistische Gelehrte Kim Jong-jik des 15. Jahrhunderts. Das ihm gewidmete Yerim Seowon, eine kombinatorische Stätte aus Schrein und Akademie aus dem 16. Jahrhundert befindet sich in Miryang. Auch der buddhistische Mönch Yu Jeong (Samyeong-daesa) aus dem 16. Jahrhundert stammt aus Miryang.
In jüngerer Zeit ist die Stadt als Handlungs- oder Drehort von koreanischen Filmen wie Mutt Boy (2003) und
Secret Sunshine (2007) bekannt geworden.

## Geografie und Verkehr
Miryang liegt ungefähr in der Mitte der beiden Großstädte Daegu und Busan. Mit dem Expressway 55 und der Eröffnung des Korea-Train-Express-Bahnhofs ist die Stadt an das Großverkehrsnetz Südkoreas angeschlossen. Wegen ihrer von Städten umgebenen Lage, war die Stadt bereits in der Modernisierungszeit Südkoreas ein traditioneller Verkehrsknotenpunkt in der Südostregion. Miryang liegt 34,3 km von Changwon, 77,1 km von Ulsan, 79,1 km von Busan und 85,4 km von Daegu entfernt.
Miryang grenzt an die Landkreise Ulju der Großstadt Ulsan und Cheongdo der Provinz Gyeongsangbuk-do. Die Stadt ist zu drei Richtungen in eine Gebirgsregion eingebettet, bis auf den Süden, wo das Gebiet um den Fluss Nakdonggang südlich eine Flachlandschaft bildet. Dieses Gebiet wird vorwiegend als Anbaufläche für Nassreis genutzt.

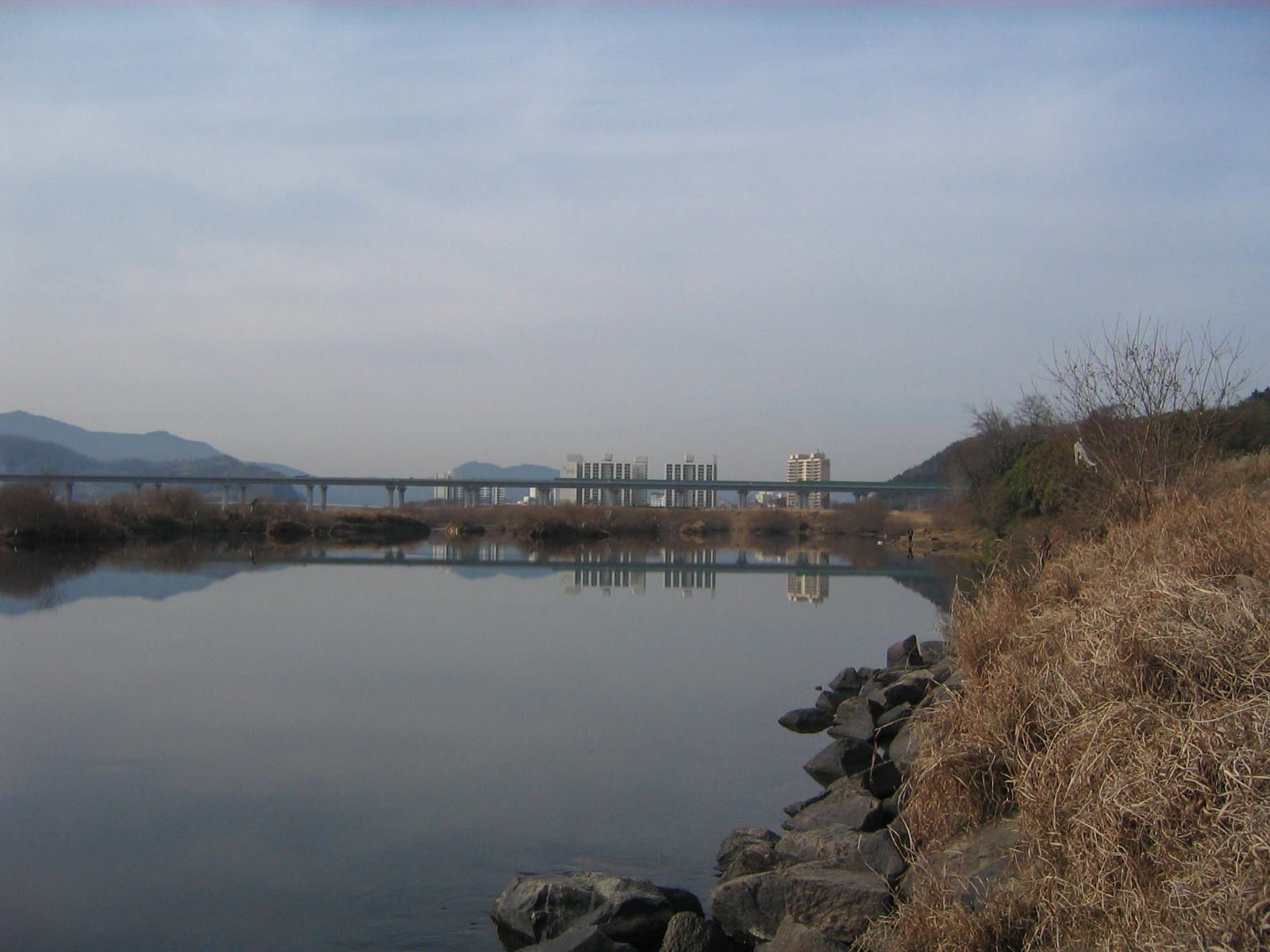
Blick auf die Stadt vom Fluss Miryanggang
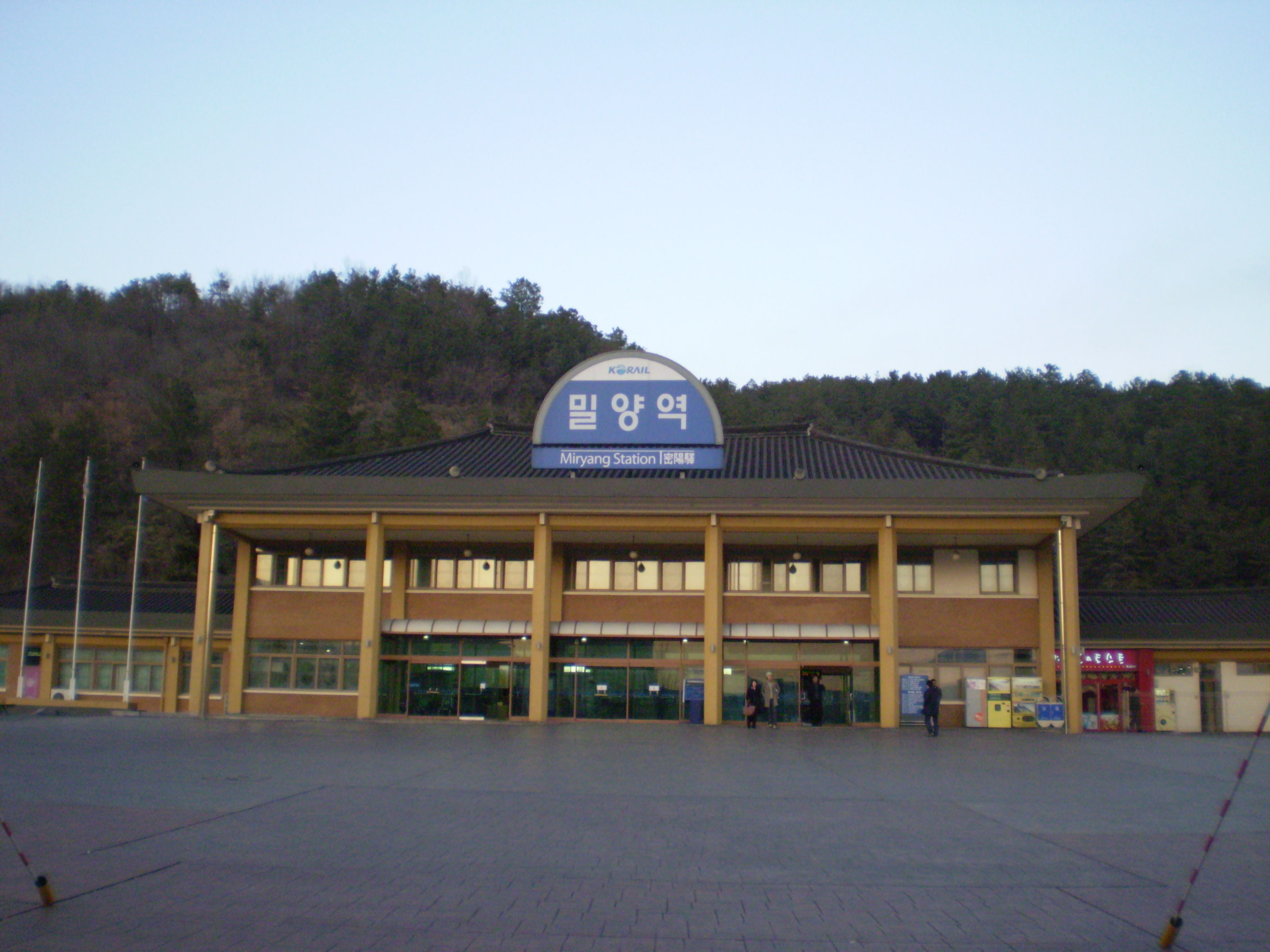
Der herkömmliche Bahnhof von Miryang für die allgemeinen Züge
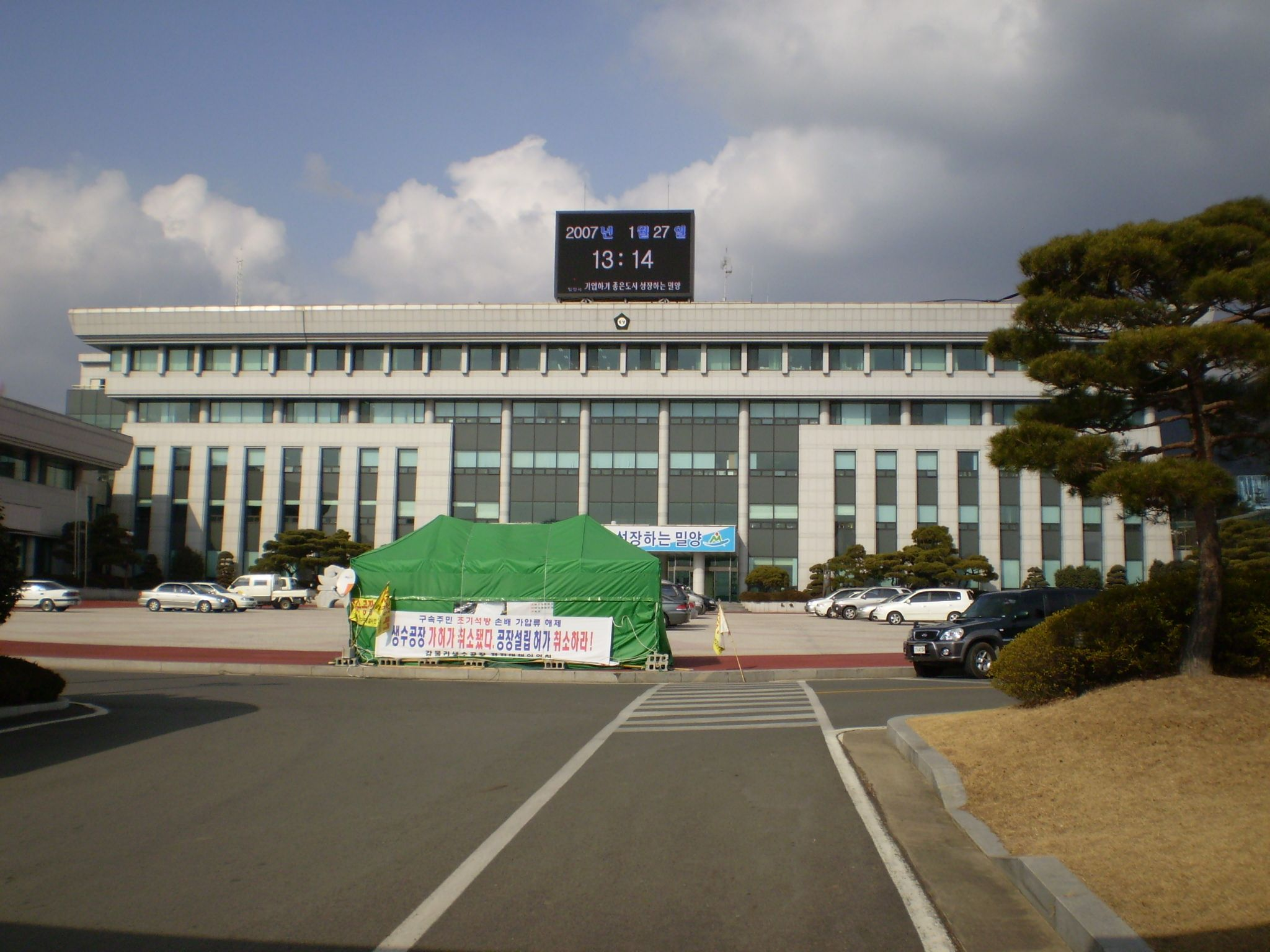
Das neue Stadthaus von Miryang
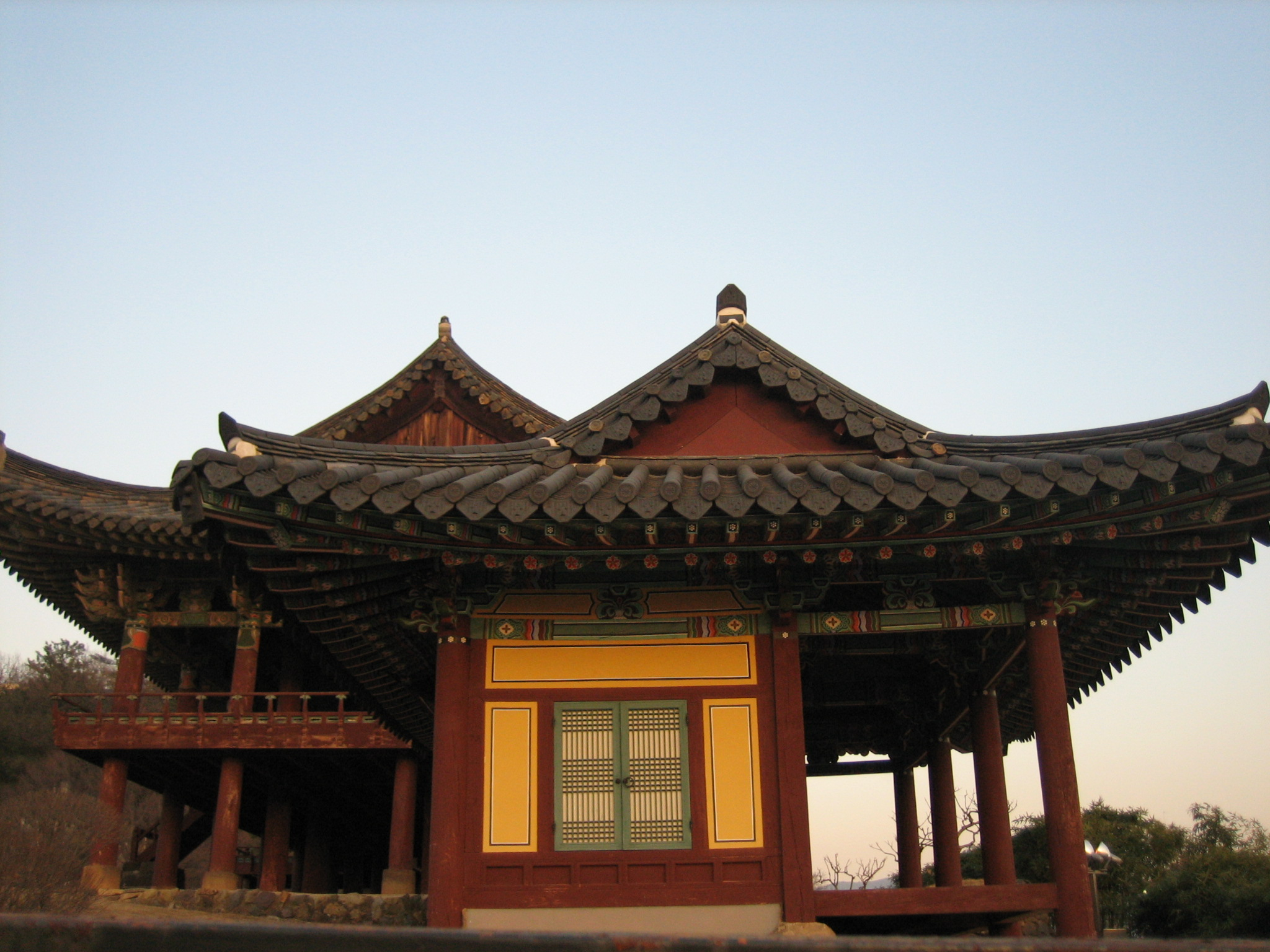
Chimnyugak am Westflügel von Yeongnamnu
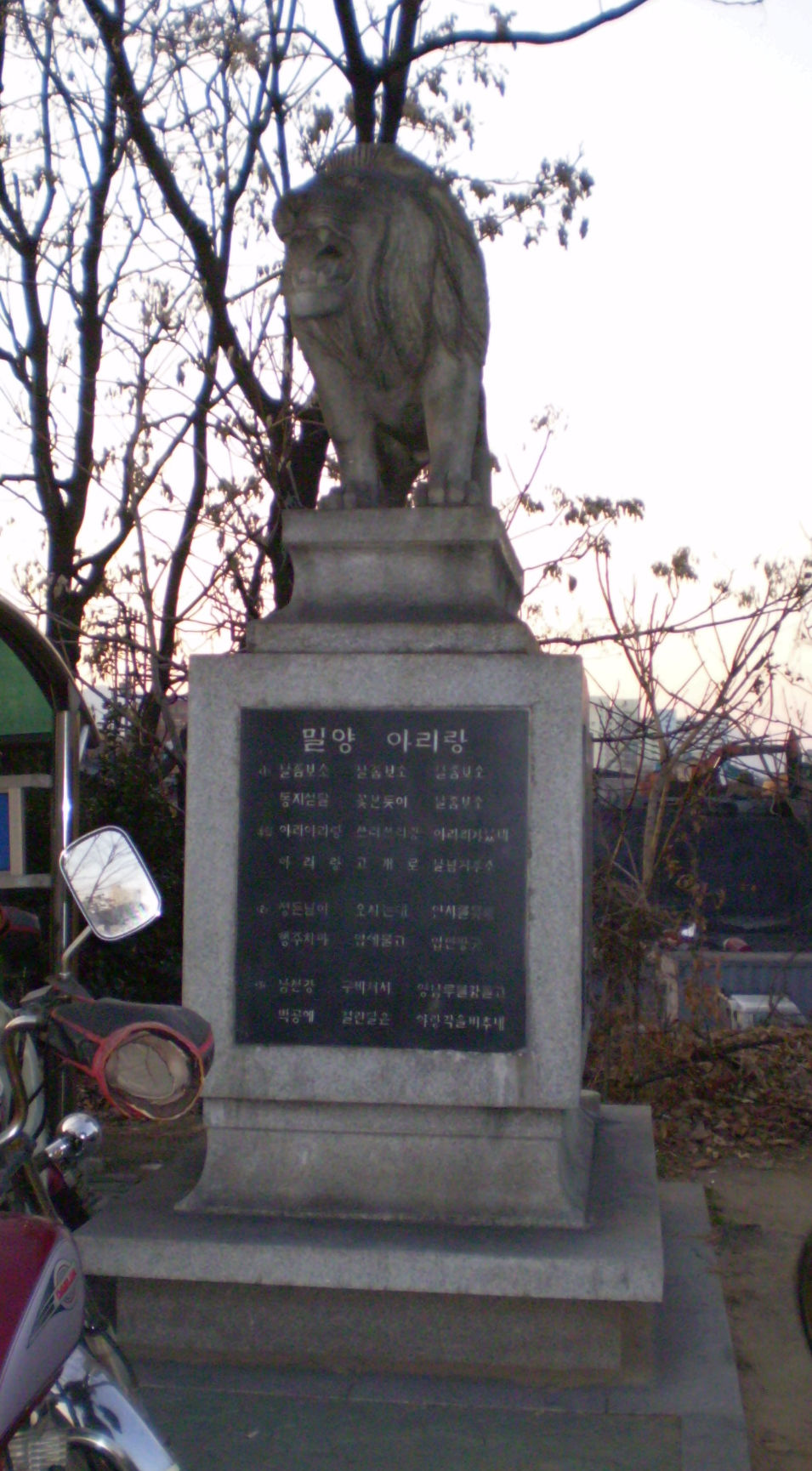
Miryang-Arirang-Denkmal

## Städtepartnerschaften
- Yasugi, Japan (seit 1990)
- Ōmihachiman, Japan (seit 1994)
- Benxi, Volksrepublik China (seit 1998)
- Namwon, Südkorea (seit 1999)
- Ulanhot, Volksrepublik China (seit 1999)
- New Milford, Vereinigte Staaten (seit 2004)
- Handan, Volksrepublik China (seit 2004)
- Setouchi, Japan (seit 2006)

## Söhne und Töchter der Stadt
- Kim Byung-ji (* 1970), Fußballspieler
- Kim Gi-jung (* 1990), Badmintonspieler
- Kim Ki-eung (* 1990), Badmintonspieler